# Hans Brümmer (Ingenieur)
Hans Brümmer (* 1937) ist ein deutscher Elektroingenieur und Hochschullehrer.

## Leben und Werk
Nach einer Ausbildung zum Radio- und Fernsehtechniker studierte Brümmer Elektrotechnik in Hannover und Braunschweig. Nachdem er von 1965 bis 1975 eine Forschungs- und Entwicklungsabteilung für Geräte der Luftfahrttechnik leitete, wurde er 1975 zum Professor an der Fakultät für Elektrotechnik an der Fachhochschule Hannover (heute Hochschule Hannover) berufen. Er hatte eine Gastprofessur an der Hochschule für Wissenschaft und Technik Zhejiang.
Von 2002 bis 2014 war Brümmer Vorstandsmitglied bzw. Vorsitzender der Sektion Wissenschaft und Technik der Deutschen Gesellschaft für Photographie (DGPh).
Brümmer beschäftigt sich mit Fragen der Digitalfotografie, der Langzeitarchivierung und der elektronischen Gerätetechnik.

## Publikationen (Auswahl)
- Hans Brümmer: Elektronische Gerätetechnik: Systematische Entwicklung und Konstruktion. Vogel-Verlag, Würzburg 1980, ISBN 3-8023-0610-4.
- Hans Brümmer: Einführung in die Mikroprozessoren und Mikrocomputer am Beispiel der Systeme 8080, 8085, Z-80 und 8086. 4. Auflage. Springe 1985, S. 400.
- Hans Brümmer: Untersuchungen von elektrotaktilen Schrift- und Bildtastverfahren für Blinde. VDI-Verl, Düsseldorf 1987, ISBN 3-18-147210-7, S. 177.
- Jens Lienig, Hans Brümmer: Elektronische Gerätetechnik - Grundlagen für das Entwickeln elektronischer Baugruppen und Geräte. Springer Vieweg, Berlin 2024, ISBN 978-3-662-68707-9, doi:10.1007/978-3-662-68708-6.
- Jens Lienig, Hans Bruemmer: Fundamentals of Electronic Systems Design. Springer International Publishing, Cham 2017, ISBN 978-3-319-55839-4.
- Hans Brümmer: Wie funktioniert Digitalfotografie?: Eine Einführung in technische Grundlagen. Hochschule Hannover, Hannover 2015, S. 105, urn:nbn:de:bsz:960-opus4-6558.